# Elateropsis antennatus
Elateropsis antennatus är en skalbaggsart som beskrevs av Maria Helena M. Galileo och Martins 1994. Elateropsis antennatus ingår i släktet Elateropsis och familjen långhorningar.
Artens utbredningsområde är Haiti. Inga underarter finns listade i Catalogue of Life.